# 特納維爾 (喬治亞州)
特納維爾（英語：Turnerville）是位於美國喬治亞州哈伯沙姆縣的一個非建制地區。該地的面積和人口皆未知。

## 地理
特納維爾的座標為34°41′12″N 83°25′34″W / 34.68667°N 83.42611°W，而該地的平均海拔高度為473米（即1552英尺）。